# Wak Kimi Janaab' Pakal

Glifo de firma de Pakal

Wak Kimi Janaab' Pakal o Janaab Pakal III fue un ahau o gobernante maya del ajawlal o señorío de B'aakal, cuya sede era Lakam Ha', actualmente conocida como la zona arqueológica de Palenque, en el actual estado mexicano de Chiapas. Es también referido como 6 Cimi Pakal. Su nombre ha sido traducido como 6 Escudo Muerte. Es el último gobernante que se conoce de Palenque.

## Registros biográficos
De acuerdo a la cuenta larga del calendario maya, fue entronizado el 9.18.9.4.4 7 k'an 17 muwan, equivalente al 13 de noviembre del año 799. Es el único dato que se conoce de este personaje, el cual fue encontrado en una vasija de cerámica color negro del complejo cerámico Balunté. La vasija fue encontrada en un complejo residencial. Esta fecha es, además, la última que se tiene documentada de Palenque.
Por la forma en que se escibieron las fechas del calendario se observa una influencia de las culturas del centro de México. Se cree que fue en esta época cuando ocurrió el colapso de Palenque. Aunque existe un ladrillo con fecha del año 814 que se encontró en Comalcalco que tiene el glifo de B'aakal, se desconoce si éste hace referencia a Palenque o a Comalcalco, pues esta última localidad también utilizó el mismo glifo.